# Dessau-Roßlau
Dessau-Roßlau is een kreisfreie Stadt in het oosten van de Duitse deelstaat Saksen-Anhalt. Tot 1945 was het de hoofdstad van de staat Anhalt. De stad telt 79.354 inwoners (31 december 2020) op een oppervlakte van 244,64 km². Dessau-Roßlau ligt aan de oevers van de rivier de Mulde, die ten noorden van de stad in de Elbe uitmondt.

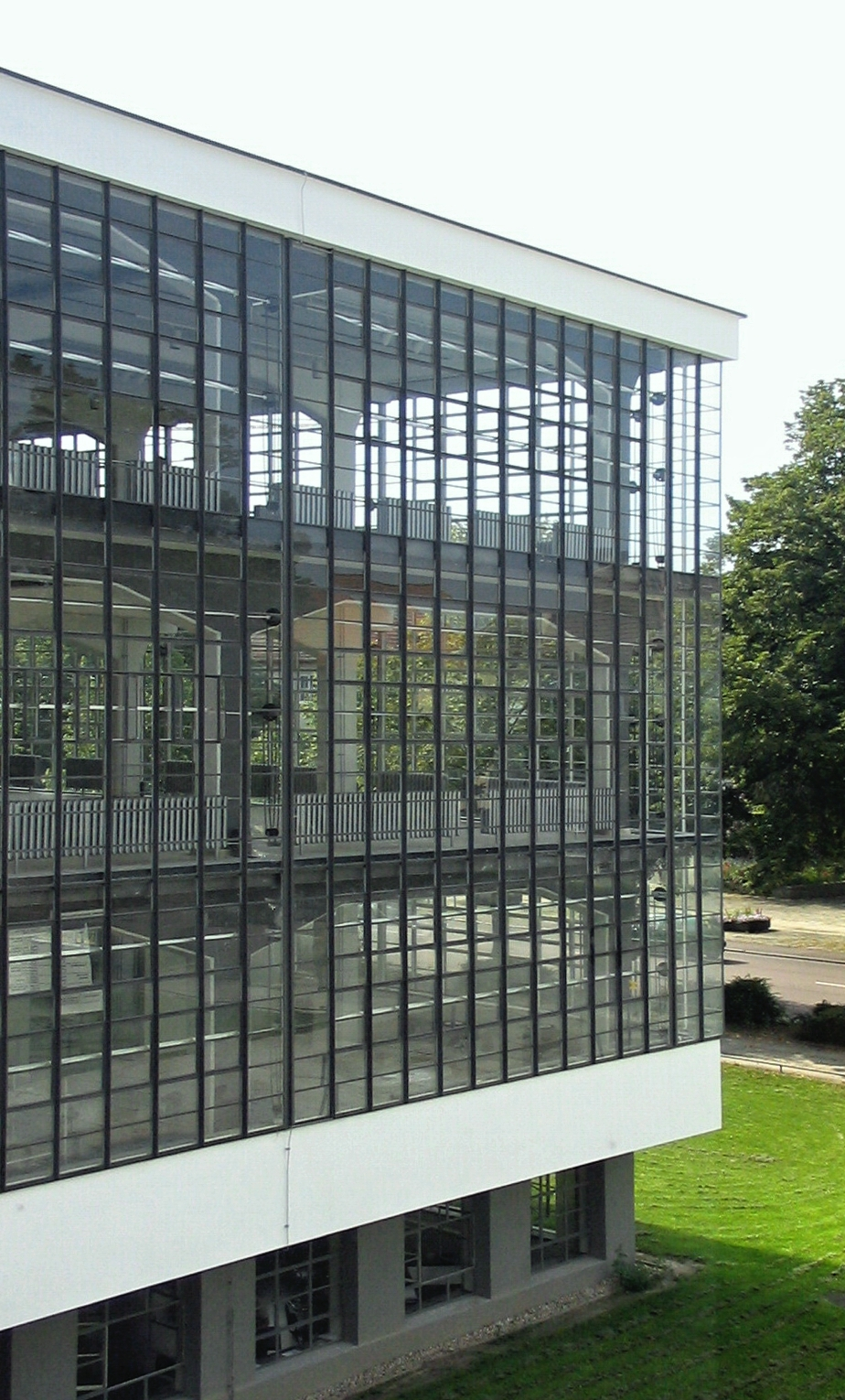
Walter Gropius, Bauhaus-school, Dessau

De stad ontstond in juli 2007 uit samenvoeging van de steden Dessau en Roßlau. Dessau ontstond aan het begin van de dertiende eeuw en was geconcentreerd rondom enkele forten langs de Elbe en de Mulde. Vanaf de negentiende eeuw profiteerde Dessau volop van de industrialisering. In de Eerste Wereldoorlog was Dessau bekend als de plaats waar de vliegtuigen van Fokker werden gebouwd. Net als veel andere Duitse steden werd Dessau in de nadagen van de Tweede Wereldoorlog zwaar getroffen door geallieerde bombardementen. Circa 80 procent van de binnenstad werd verwoest, evenals de meeste industriële complexen. Tussen 1949 en 1990 maakte Dessau deel uit van de Duitse Democratische Republiek.
De stad is vooral bekend vanwege de kunsthogeschool Bauhaus. In 1925 verhuisde deze vanuit Weimar naar het nieuw in Dessau opgeleverde Bauhaus-gebouw, dat wereldberoemd werd in de architectuurwereld. De hogeschool zelf werd in 1932 alweer verplaatst naar Berlijn en in 1933 opgeheven.
Bezienswaardig zijn het hertogelijk slot en de Mariakerk uit de 16de eeuw. Daarnaast bevindt zich het Kurt-Weill-Zentrum in de stad dat aan de Duits-Amerikaanse componist Kurt Weill (1900-1950) herinnert.
Dessau-Roßlau is gelegen aan de Europese wandelroute E11, die loopt van Den Haag naar het oosten, op dit moment tot de grens Polen/Litouwen.
Verschillende objecten in en om Dessau-Roßlau maken deel uit van het Dessau-Wörlitzer cultuurlandschap, dat in 2000 op de werelderfgoedlijst van de UNESCO is opgenomen.
Het stadsvervoer wordt verzorgd door een net van drie tramlijnen en een aantal buslijnen.

## Ondersteuning van de Europese Unie
Dessau-Roßlau is een van de steden in Europa die ondersteuning krijgt van de Europese Unie bij haar stedelijke vernieuwing. Dit gebeurt via het URBAN fonds. Dit fonds richt zich op een integrale aanpak gericht op milieu, economie en sociale vernieuwing. Voorbeelden betreffen onder meer culture centra en andere initiatieven.

## Stadsdelen

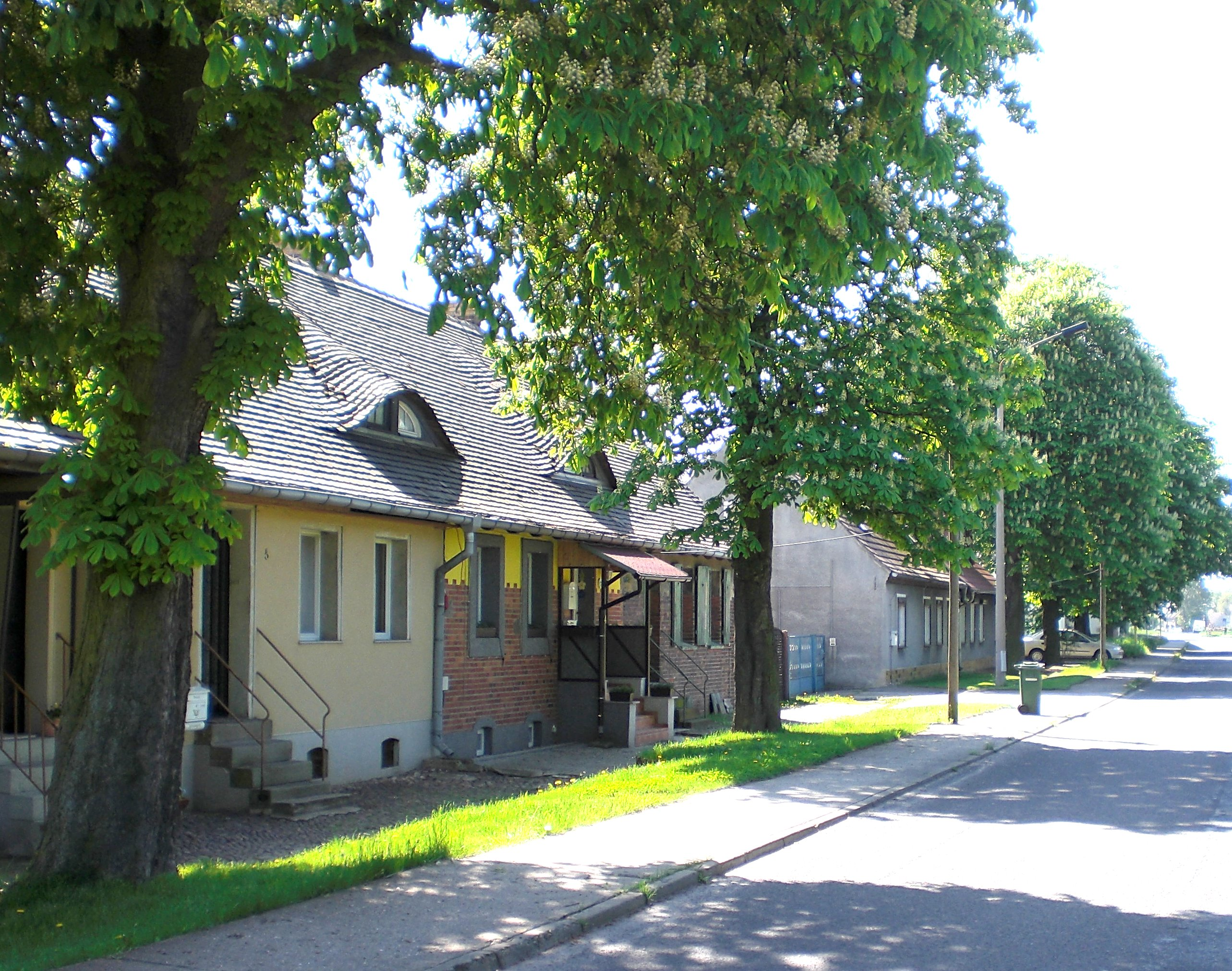
Tornau

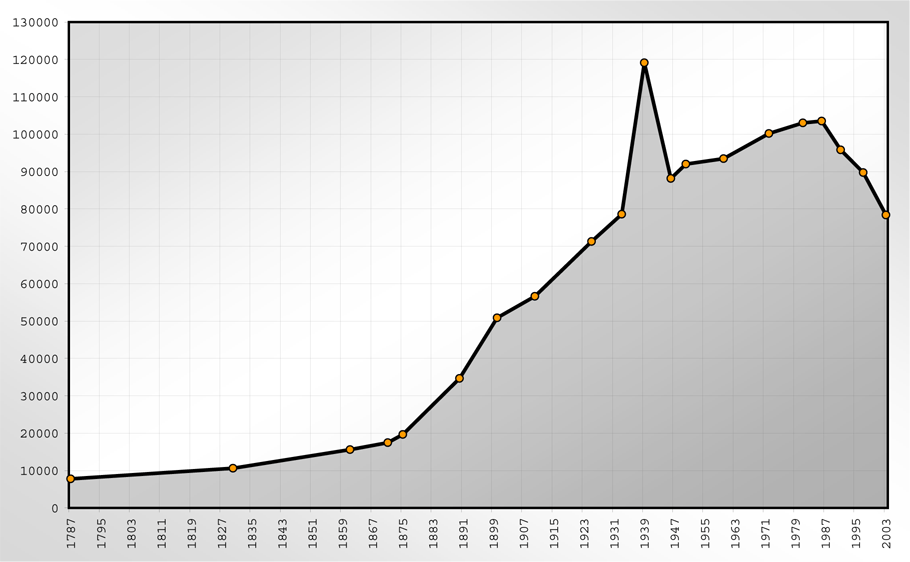
Bevolkingsontwikkeling

| - 01 Innerstädtischer Bereich Nord - 02 Innerstädtischer Bereich Mitte - 03 Innerstädtischer Bereich Süd - 04 Süd - 05 Haideburg - 06 Törten - 07 Mildensee - 08 Waldersee - 09 Ziebigk - 10 Siedlung - 11 Großkühnau - 12 Kleinkühnau - 13 West | - 14 Alten - 15 Kochstedt - 16 Mosigkau - 17 Zoberberg - 18 Kleutsch - 19 Sollnitz - 20 Brambach - 21 Rodleben - 22 Roßlau - 23 Meinsdorf (Roßlau) - 24 Mühlstedt (Roßlau) - 25 Streetz/Natho (Roßlau) |

## Bekende personen

### Geboren
- Florian Hempel (1990), darter

- Bibliothèque nationale de France: cb17106773w (data)
- Gemeinsame Normdatei: 7576656-5
- International Standard Name Identifier: 0000 0004 0479 4362
- Library of Congress Control Number: nb2011009250
- MusicBrainz: 92645bfd-b361-434c-b50e-efd6657f257a
- Nationale Bibliotheek van Israël: 987008880866305171
- Système universitaire de documentation: 161682979
- Virtual International Authority File: 247867186